# Basslerites vokesi
Basslerites vokesi är en kräftdjursart som beskrevs av Kontrovitz 1976. Basslerites vokesi ingår i släktet Basslerites och familjen Trachyleberididae. Inga underarter finns listade.